# Камінсько (Сілезьке воєводство)
Камінсько (пол. Kamińsko) — село в Польщі, у гміні Пшистайнь Клобуцького повіту Сілезького воєводства.
Населення — 173 особи (2011).
У 1975-1998 роках село належало до Ченстоховського воєводства.

## Демографія
Демографічна структура станом на 31 березня 2011 року:
|          | Загалом | Допрацездатний вік | Працездатний вік | Постпрацездатний вік |
| -------- | ------- | ------------------ | ---------------- | -------------------- |
| Чоловіки | 87      | 18                 | 55               | 14                   |
| Жінки    | 86      | 11                 | 49               | 26                   |
| Разом    | 173     | 29                 | 104              | 40                   |